# Наровлянський район
Наровлянський район (біл. Нараўлянскі раён) — адміністративна одиниця на півдні Гомельської області. Адміністративний центр — смт Наровля.
Утворений 17 липня 1924 року. Населення — 10 494 чоловік (2023 року). Район розташований в зоні правобережжя нижньої течії річки Прип'ять. Межує з Єльським, Мозирським і Хойницьким районами Білорусі та Коростенським (Житомирська область) і Вишгородським (Київська область) районами України. До складу району входять 35 сільських населених пунктів.
По території району проходять автодороги на Мозир, Єльськ, Хойники, Чорнобиль та ін. Діє пункт пропуску через державний кордон та пункт спрощеного пропуску для прикордонного населення Олександрівка — Вільча. Протікають річки Прип'ять та її притоки Митва, Словечна, Жолонь, Жолонька, Коритна, Наровлянка, Ханя, Хропунь, Мутвиця, Вересожа, Залізниця, Костарівка. В результаті аварії на ЧАЕС весь район забруднений радіонуклідами. 36 сіл відселені та відселення продовжується.
Кількість населення за 1986—2002 рр. скоротилась на 15,3 тис. чол. Половина території району занята лісом. Корисні копалини: нафта, газ, кам'яне та буре вугілля, кам'яна сіль, глина. Тут знаходиться частина Поліського державного радіаційно-екологічного заповідника.
На 2018 рік чисельність населення становила 10 427 осіб — міського 8 046 осіб та сільського 2 381 особу.
За національним складом (2009) 10 126 осіб — білоруси, 714 осіб — росіяни, 321 особа — українці, поляки — 126 осіб та інших національносстей — 84 особи.
На 1 січня 2023 року населення становить 10 494 особи, у тому числі міського 8352 осіб, сільського 2142 особи. На 1 січня 2025 року чисельність населення становить 10 355 осіб, у тому числі міського 8388 осіб, сільського 1967 осіб. Район має найменше населення з-поміж усіх у Гомельській області.

## Сільські ради
- Вербавіцька (села Антонав, Вербавічи, Гридні, Грушавка)
- Галовчицька (села Будкі, Гажин, Галовчицька Буда, Галовчіци, Дзямідав, Лінав, Лубєнь, Мальци, Пабєда, Свяча, Чехи, Чирвони Остров, Чирвони Прамень)
- Кіравська (Аляксандравка, Брацкая, Буда Красновська, Габрилєєвка, Дзяржинськ, Дзятлік, Кірав, Красновка, Маскальовка, Нічипаравка, Хамянкі)
- Наровлянська (Гута, Завайць, Заракітнає, Калінічи, Канатоп, Фізінкі)

## Відомі особистості
В поселенні народився:
- Денисенко Віктор Олександрович (* 1961) — білоруський дипломат (с. Красновка).